# Samuel N. Alexander

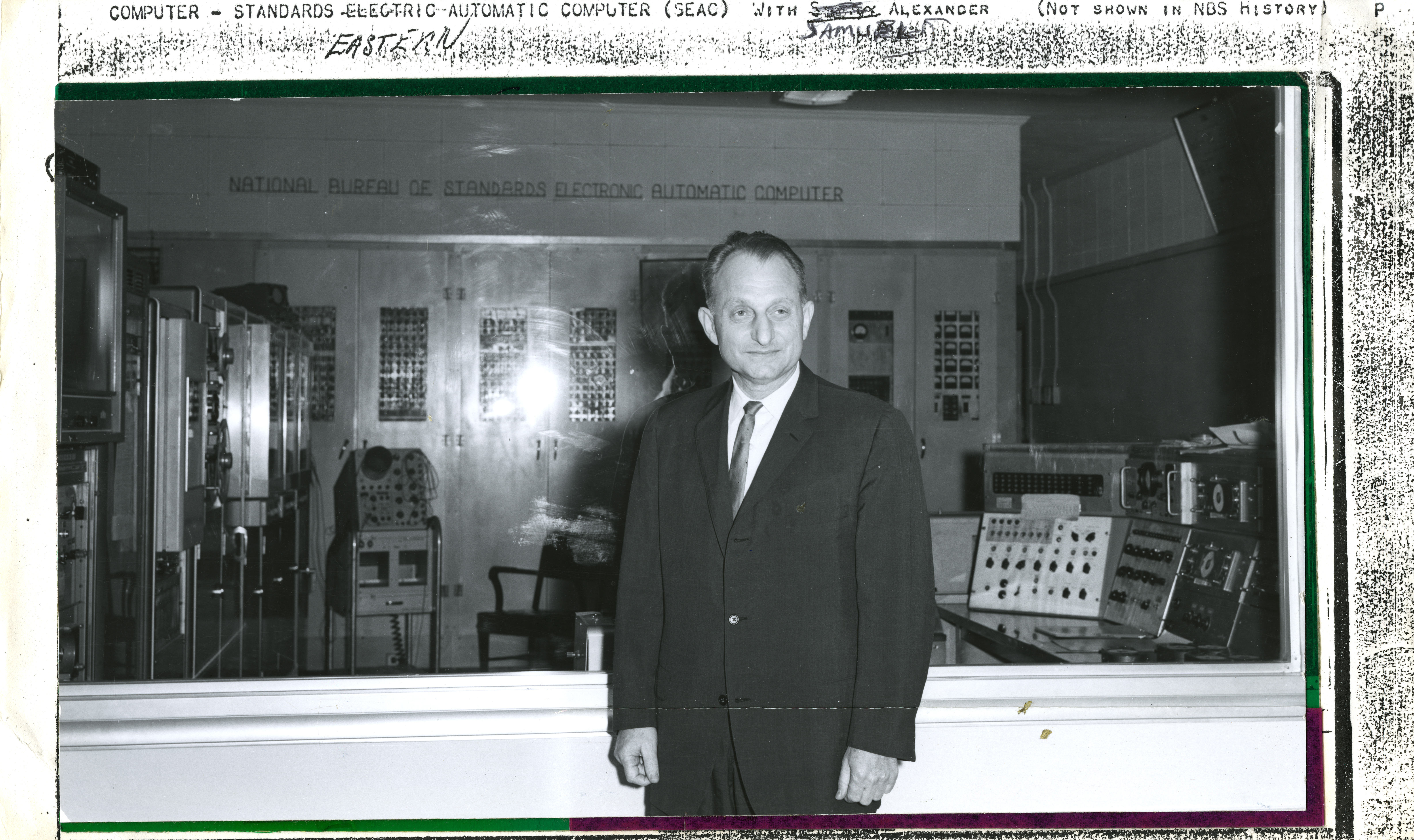
Samuel N. Alexander mit SEAC

Samuel Nathan Alexander (* 22. Februar 1910 in Wharton, Texas; † 9. Dezember 1967 in Chevy Chase, Maryland) war ein US-amerikanischer Computerpionier.
Alexander studierte an der University of Oklahoma mit dem Bachelor-Abschluss 1931 und am Massachusetts Institute of Technology mit dem Master-Abschluss 1933. Danach war er Ingenieur im Labor der Simplex, Wire and Cable Company, arbeitete in der elektronischen Instrumentenentwicklung für die US Navy und war Senior Project Engineer bei der Bendix Aviation Corporation. 1946 ging er an das National Bureau of Standards, wo er bis 1954 Leiter des Labors für elektronische Computer war, 1954 bis 1964 die Datenverarbeitungsabteilung und 1964 bis zu seinem Tod 1967 die Abteilung Informationstechnologie leitete.
Am National Bureau of Standards in Washington entwickelte er den SEAC (englisch Standards Eastern Automatic Computer). Zuerst wurde er National Bureau of Standards (NBS) Interim Computer genannt. Er war einer der vielen damals in Universitäten, Labors und Regierungsorganisationen entwickelten Großrechner, die nach dem Vorbild von John von Neumanns Entwurf entstanden, aber nur als Zwischenlösung gedacht waren, bis die Industrie bessere Computer liefern konnte, in diesem Fall wartete man auf einen Rechner von UNIVAC (an dessen Entwurf Alexander auch beteiligt war), dessen Auslieferung sich verzögert hatte. Hauptarchitekt neben Alexander war Ralph J. Slutz (1917–2005), der vorher am IAS-Computerprojekt von John von Neumann war. Der SEAC war der erste voll funktionstüchtige elektronische Computer mit internem Programmspeicher (Stored Program) in den USA. Außerdem war er der erste Computer mit einer Kombination aus Halbleiterbauelementen, es kamen zuerst 10500, dann 16000 Germaniumdioden zum Einsatz, neben den 747 und später 1600 Elektronenröhren. Der Computer war 14 Jahre in Betrieb und war ursprünglich für Trainingszwecke innerhalb von Regierungsstellen gedacht, und für ihn wurden einige der frühesten Assembler und Compiler gebaut. Er war rund ein Jahr der schnellste voll funktionstüchtige Computer, bis er 1951 durch die UNIVAC I überboten wurde. Er diente auch als Vorbild weiterer Regierungscomputer wie bei der National Security Agency.
Alexander leitete auch den Entwurf des DYSEAC am NBS, einem Nachfolger des SEAC, der für das US Signal Corps gebaut wurde, 1954 ausgeliefert wurde und in einem Lastkraftwagen betrieben wurde. Er war Regierungsberater in den USA sowie 1956 in Schweden und 1957 in Indien.
1967 erhielt er den Harry H. Goode Memorial Award und 1981 den Computer Pioneer Award der IEEE Computer Society. Er war Mitglied der Washington Academy of Sciences.